# Albrecht von Stosch
Albrecht von Stosch, född den 20 april 1818 i Koblenz, död den 29 februari 1896 i Oestrich i Rheingau, var en preussisk militär.
von Stosch blev 1835 sekundlöjtnant vid ett infanteriregemente, 1855 generalstabsofficer och 1861 överste samt var under kriget med Österrike (1866) generalmajor och överkvartermästare vid andra armén. Efter fredsslutet samma år utnämndes han till direktor för militärekonomidepartementet i krigsministeriet och förordnades 1870 till generalintendent samt utnämndes 31 december 1871 till generallöjtnant. Tack vare hans förträffliga anordningar fungerade den tyska arméns
provianteringsväsen under kriget 1870-71 i stort sett på ett mycket tillfredsställande sätt. År 1871 blev von Stosch chef för amiralitetet med statsministers titel, 1875 general av infanteriet och 1876 amiral à la suite i sjöofficerskåren. Han gjorde sig synnerligen förtjänt om tyska flottans utveckling, men trädde 1883 tillbaka från sin chefspost i anledning av meningsskiljaktigheter med Bismarck. Hans liv och verksamhet (till och med 1871) är skildrade av hans son Ulrich von Stosch i Denkwürdigkeiten des Generals und Admirals Albrecht von Stosch. Briefe und Tagebuchblätter (1904).